# Zuccarello
Zuccarello là một đô thị ở tỉnh Savona ở vùng Liguria của Ý, có khoảng cách khoảng 70 km về phía tây nam của Genova và khoảng 35 km về phía tây nam của Savona. Tại thời điểm ngày 31 tháng 12 năm 2004, đô thị này có dân số 327 người và diện tích là 10,7 km².
Zuccarello giáp các đô thị: Arnasco, Balestrino, Castelbianco, Castelvecchio di Rocca Barbena, Cisano sul Neva, và Erli.